# 윌 사소
윌 새소(Will Sasso, 1975년 5월 24일 ~ )는 캐나다의 배우, 희극인, 팟캐스터이다.

## 출연 작품
- 리스타트 (2019)
- 그리즐리스 (2018)
- 더 피메일 브레인 (2017, The Female Brain)
- 킬링 하셀호프 (2016)
- 헨치맨 (2016)
- 아미 오브 원 (2016)
- 히트 바이 라이트닝 (2014)
- 더 어글리 라이프 오브 어 뷰티풀 걸 (2014)
- 라이트 카인드 오브 롱 (2013)
- 바보 삼총사 (2012)
- 디비전 III: 풋볼즈 파이니스트 (2011)
- 내셔널 람푼: 못말리는 전설의 막시무스 (2011)
- 아더 크리스마스 (2011)
- 커플로 살아남기 (2010)
- 새미의 카니보어 (2009)
- 로어 러닝 (2008)
- 컬리지 로드 트립 (2008)
- 사우스랜드 테일 (2006)
- 롭슨 암스 (2005)
- 드롭 데드 고저스 (1999)
- 브라운즈 레퀴엠 (1998)
- 해피 길모어 (1996)
- 신비의 호수 (1995)
- 스키 스쿨 2 (1994)

### 애니메이션 영화
- 클라우스 (2019)

### 텔레비전
- 틸데스 (2006-07,'Til Death)
- 마이 대드 세즈 (2010-11, $h*! My Dad Says)

### TV 애니메이션
- 쇼킹 패밀리 (1999-2017)
- 더 클리브랜드 쇼 (2009-10)